# Rudolf Niederhauser

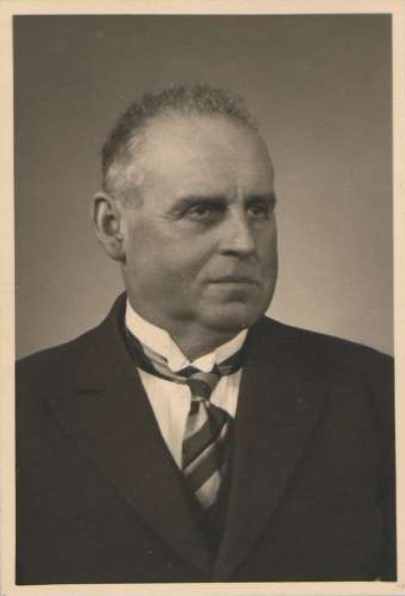
Rudolf Niederhauser (zwischen 1940 und 1960)

Rudolf Niederhauser (* 15. März 1881 in Cannstatt; † 14. August 1966 Basel) war ein Schweizer Politiker.

## Leben
Rudolf Niederhauser, Sohn  eines Giessermeisters, absolvierte in Basel, Wien und Berlin ein Rechtsstudium, das er 1903 mit der Promotion zum Dr. iur. abschloss. 1903–1906 arbeitete er in der Kanzlei von Ernst Feigenwinter. 1906–1908 war er Redaktor bei der katholischen Tageszeitung „Basler Volksblatt“. 1908–1919 arbeitete er beim Allgemeinen Consumverein beider Basel.
1908–1919 sass er als Vertreter der Katholischen Volkspartei im Grossen Rat des Kantons Basel-Stadt, 1919–1935 war er erster Regierungsrat dieser Partei. Er war bis 1930 Vorsteher des Polizei, dann des Finanzdepartements. 1938–1947 sass er im Nationalrat.